# بيتي باريسو
بيتي كارمايكل باريسو (بالإنجليزية: Betty Pariso)‏ (من مواليد 1 يناير 1956) لاعبة كمال اجسام اميركية محترفة، تنافست منذ عام 1988 واحترفت عام 1996، وهي أكبر لاعبة كمال أجسام محترفة تفوز باللقب العام في مسابقة رابطة المحترفين التابعة للاتحاد الدولي لكمال الأجسام واللياقة البدنية (IFBB Pro League)، وهي في الثالثة والخمسين من عمرها. حصلت بيتي على جائزة الإنجاز مدى الحياة في يوروبا دالاس عام 2010.

## روابط خارجية
- بيتي باريسو  على فيسبوك.